# Catman (película)
Catman (en hanja, 我爱喵星人) es una película China-Surcoreana de géneros romance-fantasía dirigida por Park Hee Gon y protagonizada por Oh Sehun, Liu De-Kai y Wu Qian. El rodaje comenzó el 21 de marzo de 2016 en Seúl, Corea del Sur. La película estaba programada para ser lanzada en 2018.

## Sinopsis
Lian Qu (Oh Sehun) es un gato, mitad humano debido a un hechizo mágico, vive con una mujer (Wu Qian) que desarrolla aplicaciones para traducir los sonidos y el lenguaje de los gatos.

## Elenco
- Oh Sehun como Liang Qu.
- Liu De-kai
- Wu Qian como Miao Xiao Wan.
- Song Weilong como Miao Xing Ren.
- Xu Ke como Momo.
- Ju Jingyi como Molly.
- Li Rise como Jeff.
- Xu Jiaqi como Vivian
- Yu Bo
- Sun Ning
- Chen Handian
- Roy Liu